# Danh sách tập phim Shin – Cậu bé bút chì
Danh sách tập phim Shin – Cậu bé bút chì có thể liên quan đến:
- Danh sách tập phim Shin – Cậu bé bút chì (1992–2001)
- Danh sách tập phim Shin – Cậu bé bút chì (2002–2011)
- Danh sách tập phim Shin – Cậu bé bút chì (2012–2021)
- Danh sách tập phim Shin – Cậu bé bút chì (2022–nay)
- Danh sách tập phim Shin – Cậu bé bút chì Đặc biệt